# Liste der Museen in Warschau
Die Liste der Museen in Warschau gibt einen Überblick über aktuelle und ehemalige Museen in der polnischen Hauptstadt Warschau.

## Gedenk-Museen
| Deutsche Bezeichnung                     | Polnische Bezeichnung                   | (Neu)-Eröffnung    | Bemerkungen                                                                                        |
| ---------------------------------------- | --------------------------------------- | ------------------ | -------------------------------------------------------------------------------------------------- |
| Katyń-Museum                             | Muzeum Katyńskie                        | 17. September 2015 | Das Museum befindet sich auf dem Gelände der Warschauer Zitadelle.                                 |
| Mausoleum des Kampfes und des Martyriums | Mauzoleum Walki i Męczeństwa            | 18. April 1952     | Abteilung des Pawiak-Museums                                                                       |
| Museum – Gedenkstätte in Palmiry         | Muzeum – Miejsce Pamięci Palmiry        |                    | Das Museum befindet sich im Kampinos-Nationalpark, ca. 25 Kilometer von Warschau-Zentrum entfernt. |
| Museum des Warschauer Aufstandes         | Muzeum Powstania Warszawskiego          | 31. Juli 2004      | |
| Gefängnismuseum Pawiak                   | Muzeum Więzienia Pawiak                 | 28. November 1965  | Filiale des Unabhängigkeitsmuseums                                                                 |
| X. Pavillon der Zitadelle Warschau       | Muzeum X Pawilonu Cytadeli Warszawskiej | 22. Januar 1963    | Das Museum befindet sich auf dem Gelände der Warschauer Zitadelle.                                 |

## Historische Museen
| Deutsche Bezeichnung                                | Polnische Bezeichnung                                 | (Neu)-Eröffnung           | Bemerkungen |
| --------------------------------------------------- | ----------------------------------------------------- | ------------------------- | --- |
| Archäologisches Museum                              | Muzeum Archeologiczne                                 | 20. März 1928             | |
| Hauptarchiv historischer Akten                      | Archiwum Główne Akt Dawnych                           |                           | |
| Museum von Warschau                                 | Muzeum Warszawy                                       | 1936 / 1954 / 2017        | Das Museum hat seinen Sitz auf der Nordseite des Altstadt-Marktplatzes, wo es über die vollständige Häuserreihe verfügt. |
| Museum des Stadtbezirks Wola                        | Muzeum Woli                                           | 1974                      | Filiale des Museums von Warschau                                                                                         |
| Jan-Kiliński-Museum der Lederverarbeitung           | Muzeum Cechu Rzemiosł Skórzanych im. Jana Kilińskiego | 1973                      | Das Museum befindet sich in der Warschauer Altstadt.                                                                     |
| Museum des Jüdischen Historischen Institutes        | Muzeum Żydowskiego Instytutu Historycznego            | 1947                      | |
| Dokumentations- und Forschungszentrum Korczakianum  | Ośrodek Dokumentacji i Badań Korczakianum             | 1993                      | Filiale des Museums von Warschau                                                                                         |
| Museum der Geschichte der polnischen Juden          | Muzeum Historii Żydów Polskich                        | 2014                      | Das Museum wurde 2016 zum besten Museum Europas gewählt und erhielt den europäischen Museumspreis (EMYA).                |
| Museum der Geschichte der Polnischen Bauernbewegung | Muzeum Historii Polskiego Ruchu Ludowego              | 8. März 1984              | |
| Museum der Geschichte Polens                        | Muzeum Historii Polski                                | 2. Mai 2006               | noch nicht eröffnet |
| Museum der Technischen Universität Warschau         | Muzeum Politechniki Warszawskiej                      | 1978 / 2002               | |
| Museum des Polnischen Landhauses                    | Muzeum Dworu Polskiego                                |                           | |
| Museum der Warschauer Praga                         | Muzeum Warszawskiej Pragi                             | 2006 / 19. September 2015 | Filiale des Museums von Warschau                                                                                         |
| Münzsammlung der Staatlichen Münzprägeanstalt       | Gabinet Numizmatyczny Mennicy Państwowej              | 1928                      | |
| Museum der Universität Warschau                     | Muzeum Uniwersytetu Warszawskiego                     | 1980                      | |
| Unabhängigkeitsmuseum                               | Muzeum Niepodległości                                 | 30. Januar 1990           | |
| Museum der Stadtbezirke Żoliborz und Bielany        | Muzeum Żoliborza i Bielan                             |                           | Filiale des Museums von Warschau                                                                                         |
| Polnisches Rechtsanwaltsmuseum                      | Muzeum Adwokatury Polskiej                            | 1975                      | |
| Sport- und Tourismus-Museum                         | Muzeum Sportu i Turystyki                             | 1952                      | |
| Schloss- und Militärkrankenhaus-Museum Ujazdów      | Muzeum Zamku i Szpitala Wojskowego na Ujazdowie       |                           | |
| Tauchmuseum                                         | Muzeum Nurkowania                                     | 27. Februar 2006          | |
| Theatermuseum                                       | Muzeum Teatralne                                      | 1957                      | |

## Kunstmuseen
| Deutsche Bezeichnung                                 | Polnische Bezeichnung                        | (Neu)-Eröffnung    | Bemerkungen |
| ---------------------------------------------------- | -------------------------------------------- | ------------------ | --- |
| Zentrum für Zeitgenössische Kunst im Schloss Ujazdów | Centrum Sztuki Współczesnej Zamek Ujazdowski |                    | |
| Erotikmuseum                                         | Muzeum Erotyki                               |                    | |
| Eryk-Lipiński-Karikaturmuseum                        | Muzeum Karykatury im. Eryka Lipińskiego      | 15. September 1978 | Eröffnung zunächst als Filiale des Adam-Mickiewicz-Literaturmuseums. Museum seit 1983. Das einzige Museum dieser Art in Polen. |
| Galeria Zachęta                                      | Galeria Zachęta                              |                    | |
| Johannes-Paul-II.-Gemälde/Kunst-Museum               | Muzeum Kolekcji im. Jana Pawła II            | 1986               | |
| Warschauer Königsschloss                             | Zamek Królewski                              | 1979               | |
| Museum des Erzbistums Warschau                       | Muzeum Archidiecezji Warszawskiej            | 1938 / 1978        | |
| Museum des Kunst- und Präzisionsgewerbes             | Muzeum Rzemiosł Artystycznych i Precyzyjnych | 1966               | |
| Museum für Moderne Kunst                             | Muzeum Sztuki Nowoczesnej                    | 29. April 2005     | |
| Museum im Łazienki-Park                              | Muzeum Łazienki Królewskie                   | 1960               | |
| Nationalmuseum                                       | Muzeum Narodowe                              | 1932               | Im Ostflügel des Museumsgebäudes befindet sich das Museum der Polnischen Armee.                                                |
| Palastmuseum Wilanów                                 | Muzeum Pałac w Wilanowie                     | 1995               | |
| Plakatmuseum in Wilanów                              | Muzeum Plakatu w Wilanowie                   | 1968               | Filiale des Nationalmuseums |
| Xawery-Dunikowski-Skulptur-Museum                    | Muzeum Rzeźby im. Xawerego Dunikowskiego     | 1965               | Filiale des Nationalmuseums |

## Militärmuseen
| Deutsche Bezeichnung                                   | Polnische Bezeichnung                                                | (Neu)-Eröffnung       | Bemerkungen                              |
| ------------------------------------------------------ | -------------------------------------------------------------------- | --------------------- | ---------------------------------------- |
| Museum der Polnischen Armee                            | Muzeum Wojska Polskiego                                              | 22. April 1920 / 1946 |                                          |
| Museum des polnischen Heeres                           | Muzeum Wojsk Lądowych                                                |                       |                                          |
| Museum der polnischen Militärtechnik                   | Muzeum Polskiej Techniki Wojskowej                                   | nach 1990             | Filiale des Museums der Polnischen Armee |
| Paderewski-Museum zur polnischen Emigration in die USA | Muzeum Ignacego Jana Paderewskiego i Wychodźstwa Polskiego w Ameryce |                       |                                          |

## Naturwissenschaftliche Museen
| Deutsche Bezeichnung                                                 | Polnische Bezeichnung                                  | (Neu)-Eröffnung | Bemerkungen |
| -------------------------------------------------------------------- | ------------------------------------------------------ | --------------- | ----------- |
| Erdgeschichtliches Museum der Polnischen Akademie der Wissenschaften | Muzeum Ziemi PAN                                       | 9. Juni 1948    |             |
| Evolutionsmuseum der Polnischen Akademie der Wissenschaften          | Muzeum Ewolucji Instytutu Paleobiologii PAN            | 1968            |             |
| Geologisches Museum des Staatlichen Geologischen Instituts           | Muzeum Geologiczne Państwowego Instytutu Geologicznego | 1919            |             |
| Geologisches Museum der Universität Warschau                         | Muzeum Wydziału Geologii Uniwersytetu Warszawskiego    |                 |             |
| Jagd- und Reitereimuseum                                             | Muzeum Łowiectwa i Jeździectwa                         | 1983            |             |

## Personenmuseen
| Deutsche Bezeichnung            | Polnische Bezeichnung                           | (Neu)-Eröffnung  | Bemerkungen |
| ------------------------------- | ----------------------------------------------- | ---------------- | --- |
| Adam-Mickiewicz-Literaturmuseum | Muzeum Literatury im. Adama Mickiewicza         | 1950 / 1952      | |
| Andrzej-Strug-Museum            | Muzeum Andrzeja Struga                          |                  | Filiale des Literaturmuseums |
| Chopins Wohnzimmer              | Salonik Chopinów                                |                  | |
| Fryderyk-Chopin-Museum          | Muzeum Fryderyka Chopina                        | 1955 / 2010      | |
| Jerzy-Popiełuszko-Museum        | Muzeum Sługi Bożego Księdza Jerzego Popiełuszki | 16. Oktober 2004 | |
| Maria-Dąbrowska-Museum          | Muzeum Marii Dąbrowskiej                        |                  | Filiale des Literaturmuseums |
| Maria-Skłodowska-Curie-Museum   | Muzeum Marii Skłodowskiej-Curie                 | 1967             | Das einzige polnische Museum über das Leben von Marie Skłodowska-Curie. Das Museum befindet sich in ihrem Geburtshaus in der Freta-Straße in der Neustadt. |
| Władysław-Broniewski-Museum     | Muzeum Władysława Broniewskiego                 |                  | Filiale des Literaturmuseums |
| Władysław-Sikorski-Museum       | Muzeum gen. Władysława Sikorskiego              |                  | |

## Technische Museen
| Deutsche Bezeichnung                               | Polnische Bezeichnung                                          | (Neu)-Eröffnung | Bemerkungen                                            |
| -------------------------------------------------- | -------------------------------------------------------------- | --------------- | ------------------------------------------------------ |
| Antonina-Leśniewska-Pharmaziemuseum                | Muzeum Farmacji im. mgr Antoniny Leśniewskiej                  | 26. Januar 1985 | Filiale des Museums von Warschau                       |
| Museum des Warschauer Druckereiweswens             | Muzeum Drukarstwa Warszawskiego                                |                 | Filiale des Museums von Warschau                       |
| Eisenbahnmuseum                                    | Muzeum Kolejnictwa w Warszawie                                 |                 |                                                        |
| Feuerwehrmuseum                                    | Muzeum Pożarnictwa w Warszawie                                 |                 | bis auf weiteres geschlossen                           |
| Industrie-Museum                                   | Muzeum Przemysłu w Warszawie                                   |                 |                                                        |
| Historische Metrologische Sammlungen               | Historyczne Zbiory Metrologiczne Głównego Urzędu Miar          |                 | Besichtigung nur nach telefonischer Terminvereinbarung |
| Museum der Motorisierung                           | Muzeum Motoryzacji                                             | 21. März 2009   |                                                        |
| Museum der Gasversorgung                           | Muzeum Gazownictwa w Warszawie                                 | 1978            |                                                        |
| Maria-Skłodowska-Curie-Museum des Radium-Instituts | Muzeum Instytutu Radowego Towarzystwa Marii Skłodowskiej-Curie |                 |                                                        |
| Museum der Strommessung                            | Muzeum Liczników                                               |                 |                                                        |
| Museum des Polnischen Wodkas                       | Muzeum Polskiej Wódki                                          | Juni 2018       | Standort im Centrum Praskie Koneser                    |
| Polizeimuseum                                      | Muzeum Policji                                                 |                 | bis auf weiteres geschlossen                           |
| Schmiedemuseum in Warschau                         | Muzeum Kowalstwa w Warszawie                                   | nach 1990       |                                                        |
| Museum für Technik und Industrie                   | Muzeum Techniki i Przemysłu                                    | 1955            |                                                        |
| Wissenschaftszentrum Kopernikus                    | Centrum Nauki Kopernik                                         |                 |                                                        |

## Völkerkundemuseen
| Deutsche Bezeichnung         | Polnische Bezeichnung          | (Neu)-Eröffnung | Bemerkungen |
| ---------------------------- | ------------------------------ | --------------- | ----------- |
| Asiatisch-Pazifisches Museum | Muzeum Azji i Pacyfiku         | 1973            |             |
| Museum für Völkerkunde       | Państwowe Muzeum Etnograficzne | 1888 / 1946     |             |